# Bahnstrecke Reichenau-Tamins–Disentis/Mustér
| RegioExpress nach Disentis in der Einfahrt von Versam-Safien |                     |                                                  |                                                  |
| Streckennummer (BAV): | 920                 |                                                  |                                                  |
| Fahrplanfeld: | 920, 144            |                                                  |                                                  |
| Streckenlänge: | 49,31 km            |                                                  |                                                  |
| Spurweite: | 1000 mm (Meterspur) |                                                  |                                                  |
| Stromsystem: | 11 kV 16,7 Hz ~     |                                                  |                                                  |
| Maximale Neigung: | 27 ‰                |                                                  |                                                  |
| Streckengeschwindigkeit: | 90 km/h             |                                                  |                                                  |
| |                     |                                                  |                                                  |
| \| \| \| von Landquart \| \| \| \| 23,57 \| Reichenau-Tamins \| 604 m ü. M. \| \| \| 23,90 \| Autobahn A13 (55 m) \| Autobahn A13 (55 m) \| \| \| 24,10 \| Hinterrhein (151 m / 199 m) \| Hinterrhein (151 m / 199 m) \| \| \| \| nach Thusis \| \| \| \| \| Farsch (Vorderrhein, 57 m) \| \| \| \| \| Lehnenviadukt Wackenau (Maliesbachbrücke) (90 m) \| \| \| \| \| Dabi (299 m) \| \| \| \| 28,26 \| Trin \| 609 m ü. M. \| \| \| \| Ransun (423 m) \| \| \| \| \| Isla Bella (Vorderrhein, 62 m) \| \| \| \| \| Chrummwag (83 m) \| \| \| \| 32,73 \| Versam-Safien \| 635 m ü. M. \| \| \| \| Carrerabach (42 m) \| \| \| \| \| Valendas-Galerie (202 m) \| \| \| \| 36,86 \| Valendas-Sagogn \| 669 m ü. M. \| \| \| \| Rütlandtobelbach (32 m) \| \| \| \| 40,74 \| Castrisch \| 705 m ü. M. \| \| \| \| Glenner (41 m) \| \| \| \| 42,91 \| Ilanz \| 698 m ü. M. \| \| \| \| Lehnenviadukt (47 m) \| \| \| \| \| Ilanz (Vorderrhein, 56 m) \| \| \| \| 45,43 \| Schnaus-Strada bis ca. 1990 \| 716 m ü. M. \| \| \| 45,44 \| Güterumschlagzentrum Surselva seit 2013 \| 717 m ü. M. \| \| \| 47,96 \| Rueun \| 733 m ü. M. \| \| \| \| Rueun (Vorderrhein, 62 m) \| \| \| \| 50,07 \| Waltensburg/Vuorz \| 744 m ü. M. \| \| \| \| Tscharbach (95 m) \| \| \| \| 54,87 \| Tavanasa-Breil/Brigels \| 788 m ü. M. \| \| \| \| Tavanasa (Vorderrhein, 72 m) \| \| \| \| \| Val Plaunca (110 m) \| \| \| \| \| Tiraun (227 m) \| \| \| \| 60,82 \| Trun \| 852 m ü. M. \| \| \| \| Gravas (8 m) \| \| \| \| 64,00 \| Rabius-Surrein \| 928 m ü. M. \| \| \| \| Val Mulinaun (52 m) \| \| \| \| 66,25 \| Sumvitg-Cumpadials \| 982 m ü. M. \| \| \| \| Ava da Cauns (63 m) \| \| \| \| \| Lehnenviadukt (38 m) \| \| \| \| \| Druckleitung Patvag (31 m) \| \| \| \| \| Val-Russein-Viadukt (89 m) \| \| \| \| \| Lehnenviadukt (60 m) \| \| \| \| \| Lehnenviadukt (38 m) \| \| \| \| \| Lehnenviadukt (31 m) \| \| \| \| \| Lehnenviadukt (38 m) \| \| \| \| \| Lehnenviadukt (38 m) \| \| \| \| \| Val-Lumpegna-Viadukt (150 m) \| \| \| \| \| Val Sogn Placi (53 m) \| \| \| \| 72,8896,97 \| Disentis/Mustér \| 1130 m ü. M. \| \| \| 96,83 \| Betriebsgrenze RhB–MGB \| Betriebsgrenze RhB–MGB \| \| \| \| nach Brig \| \| |                     |                                                  |                                                  |
| Strecke |                     | von Landquart                                    | von Landquart                                    |
| Bahnhof | 23,57               | Reichenau-Tamins                                 | 604 m ü. M.                                      |
| | 23,90               | Autobahn A13 (55 m)                              | Autobahn A13 (55 m)                              |
| Strecke unter Wasserlauf Ende Hochstrecke | 24,10               | Hinterrhein (151 m / 199 m)                      | Hinterrhein (151 m / 199 m)                      |
| Abzweig geradeaus und nach links |                     | nach Thusis                                      | nach Thusis                                      |
| Brücke über Wasserlauf |                     | Farsch (Vorderrhein, 57 m)                       | Farsch (Vorderrhein, 57 m)                       |
| Brücke |                     | Lehnenviadukt Wackenau (Maliesbachbrücke) (90 m) | Lehnenviadukt Wackenau (Maliesbachbrücke) (90 m) |
| Tunnel |                     | Dabi (299 m)                                     | Dabi (299 m)                                     |
| Bahnhof | 28,26               | Trin                                             | 609 m ü. M.                                      |
| Tunnel |                     | Ransun (423 m)                                   | Ransun (423 m)                                   |
| Brücke über Wasserlauf |                     | Isla Bella (Vorderrhein, 62 m)                   | Isla Bella (Vorderrhein, 62 m)                   |
| Tunnel |                     | Chrummwag (83 m)                                 | Chrummwag (83 m)                                 |
| Bahnhof | 32,73               | Versam-Safien                                    | 635 m ü. M.                                      |
| Brücke |                     | Carrerabach (42 m)                               | Carrerabach (42 m)                               |
| Tunnel |                     | Valendas-Galerie (202 m)                         | Valendas-Galerie (202 m)                         |
| Bahnhof | 36,86               | Valendas-Sagogn                                  | 669 m ü. M.                                      |
| Brücke |                     | Rütlandtobelbach (32 m)                          | Rütlandtobelbach (32 m)                          |
| Bahnhof | 40,74               | Castrisch                                        | 705 m ü. M.                                      |
| Brücke |                     | Glenner (41 m)                                   | Glenner (41 m)                                   |
| Bahnhof | 42,91               | Ilanz                                            | 698 m ü. M.                                      |
| Brücke |                     | Lehnenviadukt (47 m)                             | Lehnenviadukt (47 m)                             |
| Brücke über Wasserlauf |                     | Ilanz (Vorderrhein, 56 m)                        | Ilanz (Vorderrhein, 56 m)                        |
| ehemaliger Bahnhof | 45,43               | Schnaus-Strada bis ca. 1990                      | 716 m ü. M.                                      |
| Dienststation / Betriebs- oder Güterbahnhof | 45,44               | Güterumschlagzentrum Surselva seit 2013          | 717 m ü. M.                                      |
| Bahnhof | 47,96               | Rueun                                            | 733 m ü. M.                                      |
| Brücke über Wasserlauf |                     | Rueun (Vorderrhein, 62 m)                        | Rueun (Vorderrhein, 62 m)                        |
| Bahnhof | 50,07               | Waltensburg/Vuorz                                | 744 m ü. M.                                      |
| Brücke |                     | Tscharbach (95 m)                                | Tscharbach (95 m)                                |
| Bahnhof | 54,87               | Tavanasa-Breil/Brigels                           | 788 m ü. M.                                      |
| Brücke über Wasserlauf |                     | Tavanasa (Vorderrhein, 72 m)                     | Tavanasa (Vorderrhein, 72 m)                     |
| Tunnel |                     | Val Plaunca (110 m)                              | Val Plaunca (110 m)                              |
| Tunnel |                     | Tiraun (227 m)                                   | Tiraun (227 m)                                   |
| Bahnhof | 60,82               | Trun                                             | 852 m ü. M.                                      |
| Tunnel |                     | Gravas (8 m)                                     | Gravas (8 m)                                     |
| Bahnhof | 64,00               | Rabius-Surrein                                   | 928 m ü. M.                                      |
| Brücke |                     | Val Mulinaun (52 m)                              | Val Mulinaun (52 m)                              |
| Bahnhof | 66,25               | Sumvitg-Cumpadials                               | 982 m ü. M.                                      |
| Brücke |                     | Ava da Cauns (63 m)                              | Ava da Cauns (63 m)                              |
| Brücke |                     | Lehnenviadukt (38 m)                             | Lehnenviadukt (38 m)                             |
| Brücke |                     | Druckleitung Patvag (31 m)                       | Druckleitung Patvag (31 m)                       |
| Brücke |                     | Val-Russein-Viadukt (89 m)                       | Val-Russein-Viadukt (89 m)                       |
| Brücke |                     | Lehnenviadukt (60 m)                             | Lehnenviadukt (60 m)                             |
| Brücke |                     | Lehnenviadukt (38 m)                             | Lehnenviadukt (38 m)                             |
| Brücke |                     | Lehnenviadukt (31 m)                             | Lehnenviadukt (31 m)                             |
| Brücke |                     | Lehnenviadukt (38 m)                             | Lehnenviadukt (38 m)                             |
| Brücke |                     | Lehnenviadukt (38 m)                             | Lehnenviadukt (38 m)                             |
| Brücke |                     | Val-Lumpegna-Viadukt (150 m)                     | Val-Lumpegna-Viadukt (150 m)                     |
| Brücke |                     | Val Sogn Placi (53 m)                            | Val Sogn Placi (53 m)                            |
| Bahnhof | 72,8896,97          | Disentis/Mustér                                  | 1130 m ü. M.                                     |
| Wechsel des Eisenbahninfrastrukturunternehmens | 96,83               | Betriebsgrenze RhB–MGB                           | Betriebsgrenze RhB–MGB                           |
| Strecke |                     | nach Brig                                        | nach Brig                                        |

Die Bahnstrecke Reichenau-Tamins–Disentis/Mustér, auch Vorderrheinlinie, Surselvalinie oder Oberländerlinie genannt, ist eine meterspurige Schweizer Schmalspurstrecke, die zum Stammnetz der Rhätischen Bahn (RhB) gehört. Sie verbindet den Bahnhof Reichenau-Tamins mit dem Bahnhof Disentis/Mustér.

## Geschichte

### Abschnitt Reichenau-Tamins – Ilanz
Die ersten Planungen und Ideen für die Strecke gehen bis ins Jahr 1890 zurück. Damals ersuchte Ingenieur Marchion um eine Konzession für den Bau und Betrieb einer Eisenbahn von Reichenau–Tamins nach Disentis/Mustér. Marchion prüfte damals insgesamt vier Varianten für die Strecke von Reichenau nach Ilanz. Die Varianten begannen entweder in Reichenau oder in Bonaduz:
- Bonaduz–Versam–Valendas: 14,7 Kilometer Länge, zwei grosse Viadukte, geschätzte Baukosten: 6,2 Mio. Franken
- Reichenau–Trin–Flims–Laax–Ilanz: 25,5 Kilometer Länge, Scheiteltunnel bei Flims, geschätzte Baukosten: 5,5 Mio. Franken
- Reichenau–Trin–Conn–Laax–Ilanz: 23,7 Kilometer Länge, mehrere Viadukte und zwei Tunnel, geschätzte Baukosten: 6,2 Mio. Franken
- Linie durch die Rheinschlucht: 19,3 Kilometer Länge, vorteilhafte Linienführung, geschätzte Baukosten 4,3 Mio. Franken[2]

Schliesslich erhielt Marchion 1894 eine Konzession für die Strecke Reichenau–Ilanz, verkaufte sie jedoch am 27. November 1897 an die Rhätische Bahn. Diese wiederum beauftragte Chefingenieur R. Moser mit der Überprüfung aller vier Varianten. Schliesslich empfahl eine Kommission unter der Leitung von Professor Albert Heim aus Zürich die letztgenannte Variante durch die Vorderrheinschlucht zu bauen. Der Verwaltungsrat der Rhätischen Bahn beschloss am 11. Juli 1898 den Bau dieser Strecke. Zudem berücksichtigte die RhB auch eine Option auf eine Verlängerung von Ilanz weiter am Vorderrhein entlang nach Disentis/Mustér.

#### Die Bauarbeiten
Die Bauarbeiten begannen im Herbst 1900 unter der Leitung von Oberingenieur Friedrich Hennings, der gleichzeitig auch die Bauarbeiten an der Albulabahn leitete. Er teilte die 19,3 Kilometer lange Strecke in drei Baulose auf: Reichenau-Tamins–Versam-Safien, Versam-Safien–Valendas-Sagogn, Valendas-Sagogn–Ilanz.
Die Rheinschlucht bereitete den Bauarbeitern und Ingenieuren Probleme, weil das Gestein dort sehr brüchig ist und der Vorderrhein in diesem Bereich bei starken Regenfällen oder bei der Schneeschmelze sehr stark anschwillt. Zudem konnte das Gestein aus der Rheinschlucht, wegen seiner Instabilität, nicht für den Bau von Mauern und Trassen verwendet werden, so dass alle benötigten Steine aus weiter entfernten Steinbrüchen herangeschafft werden mussten. Um dies zu erleichtern, baute der Sektionsingenieur Peter Saluz eine dampfbetriebene Baubahn mit einer Spurweite von 75 cm, die erst 1901 in Betrieb genommen werden konnte.
Trotz zahlreicher Unterbrechungen durch Erdrutsche und Hochwasser wurde der Zeitplan eingehalten. So konnte am 1. Juni 1903 die Strecke Reichenau-Tamins–Ilanz feierlich eröffnet werden.

### Verlängerung Ilanz – Disentis/Mustér
Es dauerte insgesamt neun Jahre, bis auch die Verlängerung der Strecke von Ilanz nach Disentis/Mustér eröffnet werden konnte. Das lag daran, dass die anderen Komplementärstrecken Davos Platz–Filisur und Samedan–Pontresina eine höhere Priorität hatten und somit vorerst gebaut wurden. Ingenieur R. Moser, der für die Ausarbeitung der Pläne dieser Strecke beauftragt worden war, stützte sich auf die Pläne von Ingenieur Marchion, welche vorsahen, die Strecke bis Trun auf der rechten Rheinseite zu führen und sie dann am nördlichen Hang der Surselva hinauf nach Disentis/Mustér zu führen. Das endgültige Projekt erarbeitete schliesslich die Firma Batignolles in Paris, deren projektierte Linienführung den Rhein dreimal überquerte, sonst aber dem vorhandenen Projekt folgte.

#### Die Bauarbeiten
Die Bauarbeiten begannen am 10. April 1910 unter der Leitung von Chefingenieur Peter Saluz. Die Strecke wurde in vier Lose eingeteilt: Ilanz–Petersbach, Petersbach–Trun, Trun–Sumvitg-Cumpadials, Sumvitg-Cumpadials–Disentis/Mustér. Die ersten beiden Lose machten keine Schwierigkeiten, da sie am Talboden entlangführten und nur, wenn die Strecke sich dem Fluss näherte, Aufschüttungen und Dämme erforderte. Die anderen beiden Lose erforderten den Bau von Kunstbauten und Tunnels. Der Bahnhof Disentis/Mustér wurde im Gegensatz zu allen anderen Bahnhöfen grösser gestaltet, da man schon auf den Hinblick auf die Streckeneröffnung der Furka-Oberalp-Bahn plante. Da die Bauarbeiten an der gesamten Strecke zügig vorangingen, konnte die Strecke schon nach zwei Jahren Bauzeit am 1. August 1912 feierlich eröffnet werden.

## Streckenverlauf

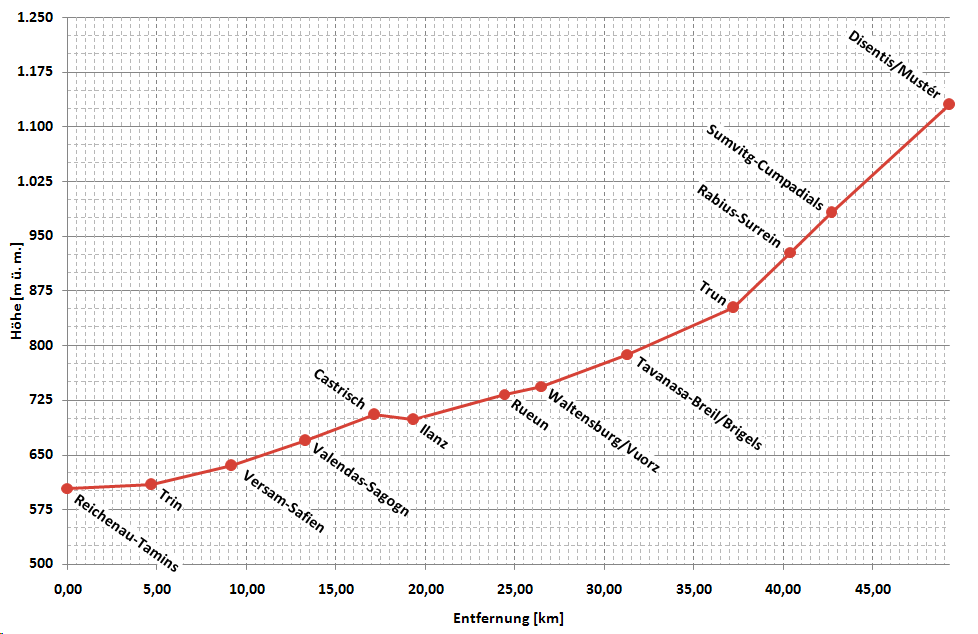
Höhenprofil der Strecke

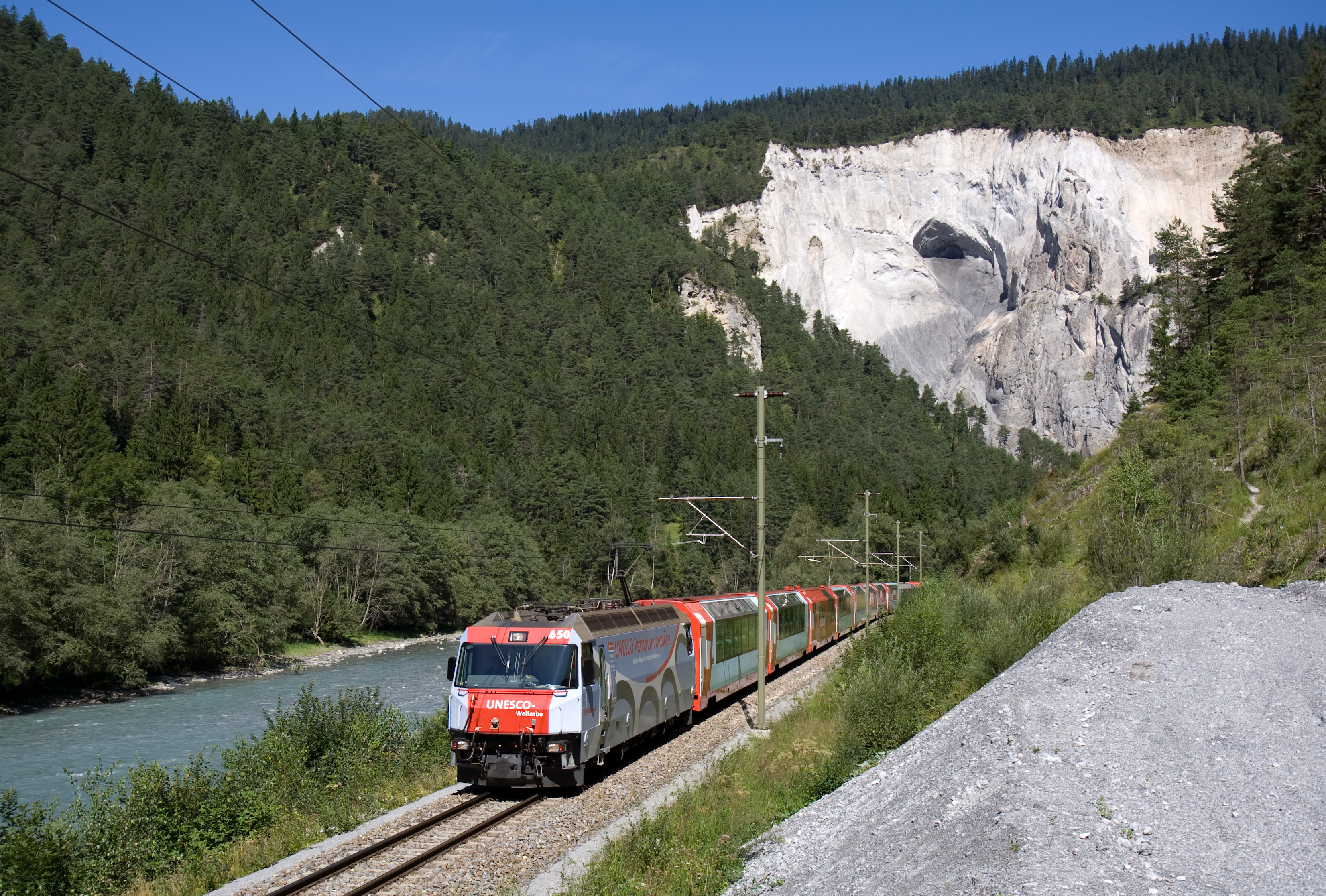
Zwei zusammengekuppelte Glacier Express-Einheiten in der Vorderrheinschlucht

Die Strecke nach Disentis/Mustér zweigt im Trennungsbahnhof Reichenau-Tamins, in dessen Bereich auch die gemeinsam genutzte Stahlbrücke über den Hinterrhein liegt, von der Bahnstrecke Landquart–Thusis ab. Von dieser übernimmt sie auch die Kilometrierung mit Nullpunkt im Bahnhof Landquart. Die Strecke überquert dann den Vorderrhein und führt zum Eingang der Rheinschlucht am Bahnhof Trin. Im Gegensatz zur parallel verlaufenden Strasse, die über 500 Höhenmeter nach Flims und Laax ansteigt, verläuft die Eisenbahnstrecke unten in der engen Ruinaulta. Auf diesem Teil der Strecke dominieren Kunstbauten in der sonst weitgehend unberührten Natur. Sie durchquert die Schlucht mithilfe zweier Tunnels und mehrerer Schleifen und passiert die Bahnhöfe Versam-Safien, Valendas-Sagogn und Castrisch. Anschliessend führt die Strecke durch das nun flachere und breitere Vorderrheintal nach Ilanz, wo sie wieder auf die Strasse trifft, und weiter mit 16 Promille Steigung nach Trun. Zwischen Trun und Ilanz überquert die Strecke insgesamt drei Mal den Vorderrhein, durchquert zwei Tunnel und durchfährt die Bahnhöfe Rueun, Waltensburg/Vuorz und Tavanasa-Breil/Brigels. Ab Trun führt die Strecke am nördlichen Talhang mit 27 Promille Steigung über die Bahnhöfe Rabius-Surrein und Sumvitg-Cumpadials nach Disentis/Mustér hoch. Zwischen Sumvitg-Cumpadials und Disentis/Mustér wird das Tal enger und steiler, so liegen viele Kunstbauten und Brücken wie der 106 m lange Val Russein-Viadukt zwischen Sumvitg-Cumpadials und Disentis/Mustér.

## Unfälle
Am 24. August 1987 entgleiste eine Lokomotive bei Versam-Safien infolge einer Aufweichung des Schienenunterbaus und rutschte die Böschung hinunter.
Am 5. Januar 2007 kam es durch einen Felssturz bei Valendas-Sagogn zu einem Zugunglück, bei dem die Lokomotive und der Gepäckwagen schwer beschädigt wurden, Menschen wurden nicht verletzt. Felsen und Geröll waren auf die Schienen gestürzt, sodass die Lok nachts auf dem Weg nach Disentis/Mustér auf den Schuttkegel prallte. Sie entgleiste und riss vier Pfeiler der Valendas-Galerie mit, so dass deren Decke teilweise einstürzte. Die Strecke war nach dem Unfall längere Zeit nicht mehr passierbar. Die auf einer Länge von 16 m zerstörte Galerie wurde repariert. Zur Sicherung der Strecke vor weiteren Felssturzereignissen wurde die Galerie um 40 m in Richtung Versam-Safien verlängert. Die Lok 632 Zizers musste in monatelanger Arbeit komplett neu aufgebaut werden.
Am 11. September 2011 entgleiste ein Regio-Zug auf der Carrerabachbrücke aufgrund eines Murenabgangs infolge eines Unwetters. Drei Menschen wurden dabei verletzt. Alle Wagen entgleisten, blieben jedoch stehen, und der Steuerwagen prallte auf den Schuttkegel. Nach zwei Tagen waren die Aufräumarbeiten beendet und die Strecke wieder befahrbar.
Nach rund einjähriger Bauzeit wurde am 17. November 2011 die neue Carrerabachbrücke in Betrieb genommen. Damit wurde bereits zum zweiten Mal seit Inbetriebnahme der Bahnstrecke die Brücke über den Carrerabach erneuert. Bereits 1981 war die ursprüngliche Steinbogenbrücke durch einen Neubau ersetzt worden. Dieses Mal wurde nicht nur die Brücke erneuert, sondern auf einem rund ein Kilometer langen Stück auch das gesamte Gleisbett neu trassiert, um im Bereich der Brücke das Niveau um rund drei Meter erhöhen und die Strecke im Brückenbereich seitlich verschieben zu können. Durch die neue, höhere Position der Brücke und deren Verschiebung soll Problemen mit Murenabgängen und Steinschlag vorgebeugt werden und der Hochwasserschutz nachhaltig verbessert werden. Unfälle wie am 11. September 2011 sollen so künftig vermieden werden.
Am 22. November 2011 wurden die Lokomotive 703 St. Moritz, ein Güterwagen sowie ein Rangiertraktor bei einem Unfall im Bahnhof Rueun erheblich beschädigt. Der Güterzug prallte frontal auf den im Bahnhof wartenden Güterwagen des Rangiertraktors. Sowohl der Lokführer des Güterzuges als auch die drei Bahnarbeiter auf dem Rangiertraktor wurden dabei verletzt. Auch an den Gleisanlagen entstand erheblicher Sachschaden. Die Ursache des Unfalls war eine vom Stellwerk falsch gestellte Weiche respektive, dass die Stellung der Weiche nicht geprüft wurde.

## Bauwerke

### Bahnhöfe

#### Versam-Safien

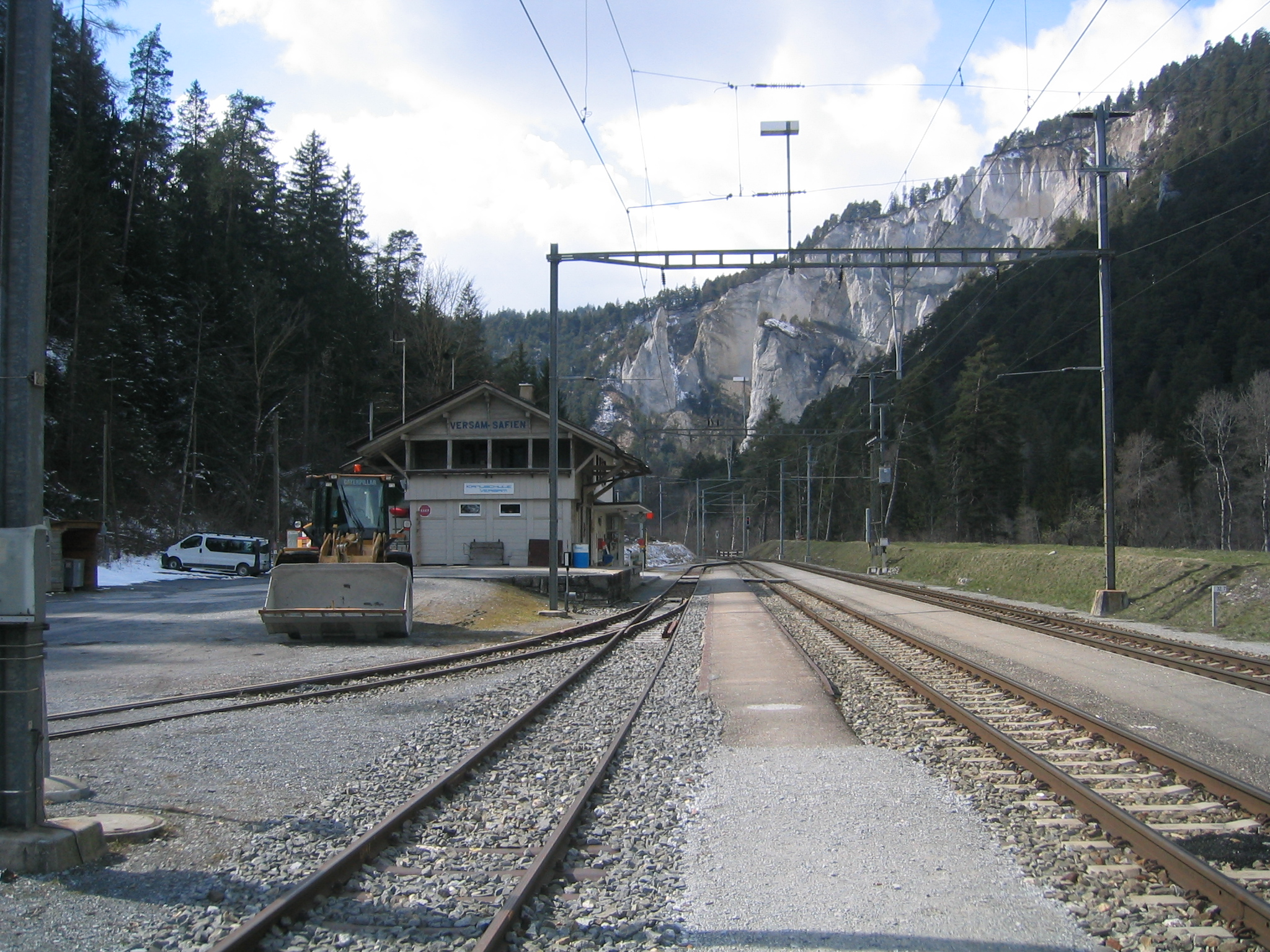
Bahnhof Versam-Safien mit Ruinaulta (2006)

Der Bahnhof Versam-Safien  liegt bei km 32,73 der Bahnstrecke. Da die Strecke in der sehr engen Rheinschlucht entlang des Vorderrheins verläuft, sind die namensgebenden Gemeinden der Bahnstation bis drei Kilometer und bis 300 Höhenmeter entfernt. Der Durchgangsbahnhof von Versam-Safien besitzt zwei Durchgangsgleise und zwei Stumpfgleise. Der Bahnhof besitzt einen Hausbahnsteig und zwei Mittelbahnsteige, welche durch Überqueren erreicht werden.
Der Bahnhof wurde zur Eröffnung der Eisenbahnstrecke von Reichenau-Tamins und Ilanz im Jahre 1903 gebaut. In der Vergangenheit war die Bedeutung des Bahnhofs höher als heute. Eine Fahrstrasse von Versam nach Reichenau und Ilanz wurde zwar schon 1881 fertiggestellt, aber aufgrund des niedrigen Motorisierungsgrads bis in die 1950er-Jahre muss davon ausgegangen werden, dass die Mehrheit der Einwohner bis weit ins 20ste Jahrhundert die Eisenbahn und damit den Bahnhof benutzten. Von dort stiegen sie um auf die Postkutsche respektive im Winter auf der bis 1950 jeweils ungeräumten Strasse ins Safiental auf Pferdeschlitten.
Am Bahnhof halten die RegioExpress-Züge im Stundentakt. Ohne Halt verkehren unregelmässig Güterzüge und täglich der Glacier Express. Das Postauto fährt die Bahnstation stündlich an, um den Fahrgästen den Aufstieg zum eigentlichen Dorf Versam zu ersparen und das ganze Safiental zu erschliessen.
Das Bahnhofsgebäude des nicht mehr besetzten Bahnhofs wird heute anderweitig genutzt. Neben dem Bahnhof liegt eine Holzverladestelle, die über die Stumpfgleise angefahren werden kann.

#### Valendas-Sagogn

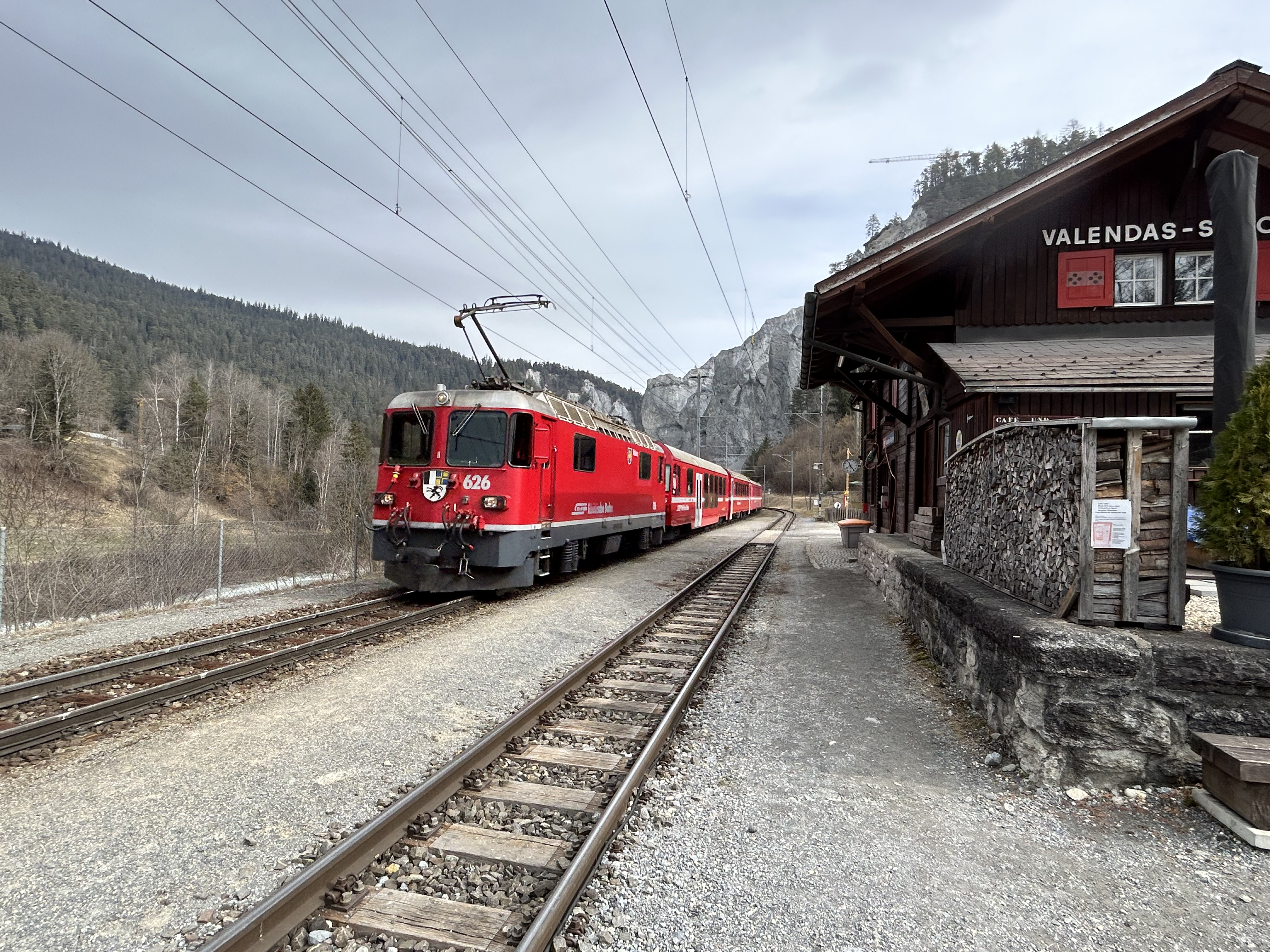
Bahnhof Valendas-Sagogn, 2023

Auch der Bahnhof Valendas-Sagogn  trägt einen Doppelnamen, aber hier aus einem anderen Grund: die beim Bahnbau errichtete Rheinbrücke Valendas-Sagogn ermöglichte den Zugang zum Bahnhof von beiden Seiten des Rheins. Der Bahnhof liegt auf der südlichen (rechten) Rheinseite und wurde 1903 beidseitig mit einer Natur-Strasse erschlossen, welche auf der Seite von Valendas im Rahmen einer Melioration im Jahr 2010 durch eine befestigte Strasse abgelöst wurde. Es halten stündlich Züge in Richtung Ilanz und Disentis/Mustér sowie in Richtung Reichenau-Tamins, Chur und Scuol-Tarasp. Die Strasse nach Sagogn blieb weiterhin unbefestigt.

#### Tavanasa-Breil/Brigels

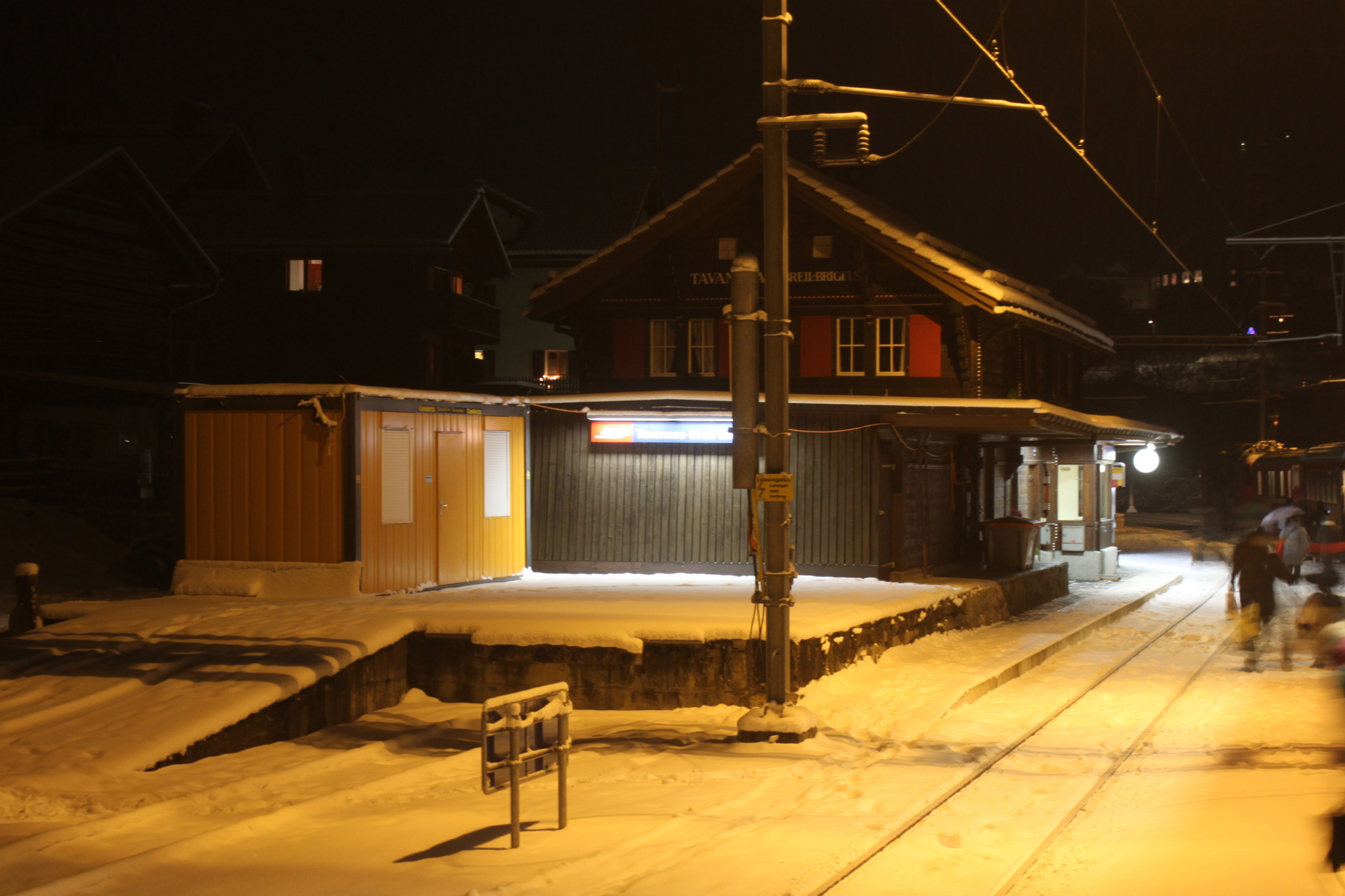
Bahnhof Tavanasa-Breil Brigels, 2014

Der Bahnhof Tavanasa-Breil/Brigels  ist ein nicht bedienter Bahnhof in Danis-Tavanasa in der Gemeinde Breil/Brigels. Dieser Bahnhof liegt beim Kilometer 54,87 der Bahnstrecke auf einer Höhe von 744 m ü. M.
Am Bahnhof halten die RegioExpress-Züge im Stundentakt. Mit dem Postauto besteht Anschluss nach Breil/Brigels durch die Dörfer Tavanasa, Danis und Dardin.

### Brücken
Einer der bedeutendsten Brückenbauten ist die Russeinbrücke zwischen Sumvitg-Cumpadials und Disentis/Mustér. Die 1912 aus Naturstein erbaute Bogenbrücke liegt parallel zur alten Russeinerbrücke. Die Brücke ist fast 100 Meter lang und überquert in vier Bögen den Bach in 56 Meter Höhe.
Die Brücke über das Val Sogn Placi bei Disentis/Mustér wurde am 9. Februar 1984 durch eine Lawine zerstört. Die 54 Meter lange Steinbogenbrücke wurde durch eine 54 Meter lange Verbundträgerkonstruktion aus Stahlbeton ersetzt. Diese Brücke konnte am 16. November 1985 in Betrieb genommen werden. In der Zwischenzeit war eine provisorische Notbrücke vorhanden.

## Betrieb

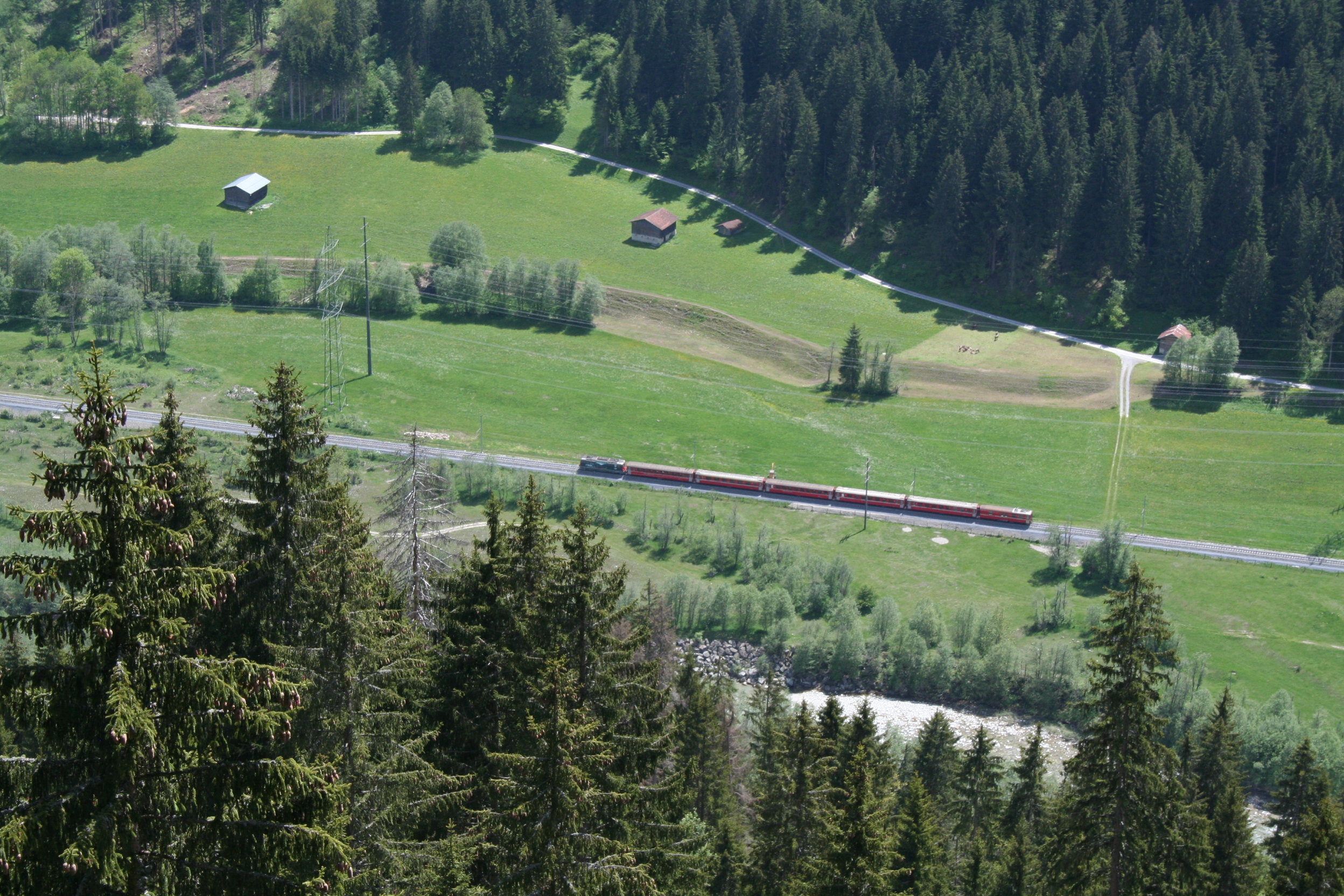
Ein Zug unterhalb von Waltensburg/Vuorz

Auf der Strecke verkehren vorwiegend RegioExpress-Züge im Stundentakt während den Hauptverkehrszeiten, welcher bedarfsweise verstärkt werden kann. Sie benötigen für die Gesamtstrecke eine Stunde und fünf Minuten und kommen auf eine Durchschnittsgeschwindigkeit von 45,5 Kilometern in der Stunde. Zudem verkehren drei Glacier-Express-Zugpaare. Unregelmässig verkehren auf der Strecke Güterzüge, die die Industrie- und Gewerbebetriebe in der Region Vorderrhein versorgen.